# Босха, Герман
Герман Босха (нидерл. Herman Bosscha; 18 марта 1755, Леуварден — 12 августа 1819, Амстердам) — голландский поэт и филолог.

## Биография
Учился в школах Леувардена и Девентера, окончил университет во Франекере. В возрасте двадцати лет Босха стал ректором латинской школы во Франекере, затем в Девентере. В 1787 г. уволен за либеральные взгляды, тогда же стал проректором гимназии в Гардевике, затем профессором истории и древностей там же. В 1804 г. получил место профессора истории и древностей в Гронингене, вступил в должность по прочтении речи «De Batavorum ingenio, cum ad morum humanitatem, tum ad doctrinae elegantiam, et mature et eximie composito». В том же году получил место ректора латинской школы в Амстердаме. Умер в 1819 г. в Амстердаме, будучи в должности профессора истории в местном атенеуме.
Собрание его стихотворений на латинском языке вышло под заглавием «Musa Daventriaca» (лат. «Девентерская муза», 1786). В 1802 г. Босха издал стихотворение (либо поэму) в честь Амьенского мира «Pax Ambianensis» (лат. «Амьенский мир»). Посмертно вышел сборник латинских стихотворений «Poëmata» (лат. и др.-греч. «Стихотворения», 1820). Из его переводов на голландский лучшими считаются переводы «Жизнеописаний» Плутарха и «Отпадения Нидерландов» Шиллера, а также «Путешествия по Египту» барона Денона. Его исторический труд «История государственной революции в Нидерландах в 1813 году» («Geschiedenis der staatsomwenteling der Nederlanden in het jaar 1813», Амстердам, 1817) по выражению автора статьи ЭСБЕ, «пользовался меньшим успехом». В 1794 г. выпустил пособие по древним мифам, античным древностям и истории «Bibliotheca Classica».
Его сын Иоганн Босха (1797—1874) был голландским государственным деятелем и историком.

## Комментарии
1. ↑  Неясно, идёт ли речь об одном из томов сочинения Денона или о всём многотомнике.